# سل دیز مینور
سل دیز مینور (انگلیسی: G-sharp minor) با مخفف (G♯m) یک گام مینور بر پایهٔ نت سل دیز است.

## تعریف
گام سل دیز مینور بر سه نوع : مینور تئوریک (طبیعی)، مینور هارمونیک و مینور ملودیک استوار است و گام بزرگ نسبی آن، سی ماژور است و دارای پنج علامت دیز در سرکلید است.
- نت‌های گام دو دیز مینور طبیعی به ترتیب عبارتند از : سل دیز، لا دیز، سی، دو دیز، ر دیز، می، فا دیز.

- در گام سل دیز مینور هماهنگ (یا سل دیز مینور هارمونیک)، نت «فا دیز» نیم پرده کروماتیک به بالا تغییر می‌کند.

- در صورتی که درجات ششم و هفتم در حالت بالا رونده نیم پرده کروماتیک به بالا تغییر کند و در حالت پایین رونده به حالت اصلی خود برگردد، سل دیز مینور نغمگی (یا سل دیز مینور ملودیک) است.

## آثار در سل دیز مینور
- لا کامپانلا